# 短臀白魚
短臀白鱼（学名：Anabarilius brevianalis）为輻鰭魚綱鯉形目鯝科白鱼属的鱼类，被IUCN列為極危保育類動物，分布于亞洲中國金沙江流域，本魚口端位；體側具一條黑色的縱向斑紋，身體的中央通常有深色的點，臀鰭軟條8至10枚；脊椎骨43至44個，體長可達12.5公分，棲息在河川底中層水域，生活習性不明。

## 扩展阅读
維基物種上的相關：短臀白鱼
1. ↑  Chen, C.-G. & Guo, Y. . The IUCN Red List of Threatened Species. 2024: e.T205788489A214530082  [19 January 2025]. doi:10.2305/IUCN.UK.2024-2.RLTS.T205788489A214530082.en .